# Florian Munteanu
Florian Munteanu (Würzburg, 13 ottobre 1990) è un attore, modello e kickboxer rumeno con cittadinanza tedesca.

## Biografia
I genitori di Munteanu sono fuggiti dalla Repubblica Socialista di Romania nel 1985; suo padre è un dermatologo ed ex pugile mentre sua madre è un avvocato. È cresciuto a Bogen e in seguito si è trasferito a Monaco di Baviera per studiare scienze applicate all'università. Vive tra quest'ultima città e Los Angeles e parla fluentemente il rumeno.
Ha avuto il suo primo ruolo al cinema nel film tedesco-rumeno Bogat nel 2016, ma la svolta nella sua carriera arriva due anni dopo quando Sylvester Stallone lo sceglie per interpretare Viktor Drago, il figlio di Ivan, nel secondo spin-off della saga di Rocky, Creed II.
Nel 2021, interpreta Razor Fist nel film Shang-Chi e la leggenda dei Dieci Anelli.
Nel 2024 interpreta il generale Giorgio Maniace nella terza e ultima stagione di Vikings: Valhalla.
Nel 2024, interpreta Krieg, nel film Borderlands, diretto da Eli Roth.

## Filmografia

### Cinema
- Bogat, regia di Valentin Kruse – cortometraggio (2016)
- Creed II, regia di  Steven Caple Jr. (2018)
- Shang-Chi e la leggenda dei Dieci Anelli (Shang-Chi and the Legend of the Ten Rings), regia di Destin Daniel Cretton (2021)
- The Contractor, regia di Tarik Saleh (2022)
- Creed III, regia di Michael B. Jordan (2023)
- Borderlands, regia di Eli Roth (2024)

### Televisione
- Vikings: Valhalla - serie TV (2024)

## Doppiatori italiani
Nelle versioni in italiano delle opere in cui ha recitato, Florian Munteanu è stato doppiato da:
- Gabriele Sabatini in Creed II, Creed III
- Maurizio Merluzzo in Shang-Chi e la leggenda dei Dieci Anelli
- Federico Viola in Vikings: Valhalla